# Paonias mccrearyi
Paonias mccrearyi är en fjärilsart som beskrevs av Clark 1929. Paonias mccrearyi ingår i släktet Paonias och familjen svärmare. Inga underarter finns listade i Catalogue of Life.